# 塞森巴赫
塞森巴赫是德国莱茵兰-普法尔茨州的一个市镇。总面积2.79平方公里，总人口494人，其中男性251人，女性243人（2011年12月31日），人口密度177人/平方公里。